# عماد زعتره
عماد زعتره (عربی: عماد زعترة؛ زادهٔ ۱ اکتبر ۱۹۸۴) بازیکن حرفه‌ای سابق فوتبال اهل فلسطین است که در پست مهاجم می‌کرد.

## گل‌های ملی
نمرات و نتایج ابتدا تعداد گل‌ها در تیم ملی فلسطین را فهرست می‌کند، ستون امتیاز نشان‌دهندهٔ امتیاز زعتره بعد از هر گل است.
| شماره | تاریخ          | محل             | حریف | امتیاز | نتیجه | رقابت                  |
| ----- | -------------- | --------------- | ---- | ------ | ----- | ---------------------- |
| ۱     | ۱۶ نوامبر ۲۰۰۴ | دوحه، قطر       | عراق | ۱–۴    | ۱–۴   | مقدماتی جام جهانی ۲۰۰۶ |
| ۲     | ۱۴ دسامبر ۲۰۱۱ | دوحه، قطر       | لیبی | ۱–۱    | ۱–۱   | بازی‌های پان عرب ۲۰۱۱   |
| ۳     | ۱۴ دسامبر ۲۰۱۲ | الفروانیه، کویت | عمان | ۱–۲    | ۱–۲   | قهرمانی غرب آسیا ۲۰۱۲  |

## پیوند به بیورن
- پروفایل در پرشین‌لیگ